# Boeing 247
Boeing Model 247 là một loại máy bay dân dụng cơ lớn của Hoa Kỳ.

## Biến thể
Model 247
247A
247E
247D
247Y
C-73

## Quốc gia sử dụng

### Dân sự
Brasil
- Viação Aérea Bahiana

 Canada
- Canadian Pacific Airlines
- Quebec Airways

 Đài Loan
 Colombia
- Avianca as SCADTA

 Germany
- Lufthansa

 United States
- Boeing Air Transport (sau là United Air Lines)
- Empire Air Lines
- National Parks Airways
- Pennsylvania Central Airlines
- United Aircraft Corporation
- Wien Air Alaska
- Western Airlines
- Woodley Airways
- Wyoming Air Service

### Quân sự
Canada
- Không quân Hoàng gia Canada

 Anh Quốc
- Không quân Hoàng gia

 United States
- Quân đoàn Không quân Lục quân Hoa Kỳ

## Tính năng kỹ chiến thuật (Boeing 247D)
Dữ liệu lấy từ The Concise Guide to American Aircraft of World War II 
Đặc điểm tổng quát
- Kíp lái: 3 [3]
- Sức chứa: 10 hành khách [3]
- Chiều dài: 51 ft 5 in (15,7 m)
- Sải cánh: 74 ft 1 in (22,6 m)
- Chiều cao: 12 ft 5 in (3,8 m)
- Diện tích cánh: 836,4 ft² (78 m²)
- Trọng lượng rỗng: 8.921 lb (4.055 kg)
- Trọng lượng có tải: 16.770 lb (7.621 kg)
- Trọng lượng cất cánh tối đa: 16.805 lb (7.623 kg)
- Động cơ: 2 × Pratt & Whitney S1H1-G Wasp, 550 hp (410 kW)  mỗi chiếc

 Hiệu suất bay 
- Vận tốc cực đại: 200 mph (320 km/h)
- Vận tốc hành trình: 188 mph (304 km/h)
- Tầm bay: 745 dặm (1.200 km)
- Trần bay: 25.400 ft (7.620 m)
- Vận tốc lên cao: 1.148 ft/phút (350 m/phút)